# Monjok Timur
Monjok Timur is een bestuurslaag in het regentschap Mataram van de provincie West-Nusa Tenggara, Indonesië. Monjok Timur telt 4418 inwoners (volkstelling 2010).